# Bald Knob
Bald Knob est le plus haut sommet de Back Allegheny Mountain (en) en Virginie-Occidentale. Il est intégré dans le parc d'État de Cass Scenic Railroad (en).
D'une altitude de 1 476 m, il est le troisième plus haut sommet de Virginie-Occidentale et des monts Allegheny.

## Géographie

### Situation, topographie
Le sommet se situe dans le Sud-Est de la Virginie-Occidentale, dans le comté de Pocahontas. Il se trouve dans la forêt nationale de Monongahela, une aire protégée de plus de 3 700 km2.

### Faune et flore
Son altitude déjà assez élevée donne au Bald Knob un écosystème boréal. Les pentes inférieures sont boisées de chênes, de bouleaux, de caryers, de hêtres et d'érables, le sommet est couvert de forêts d'épinette rouge mais aussi de pruche du Canada et de sapin baumier en moins grand nombre. Le bois est donc, tout naturellement une ressource essentielle de la région. Après une exploitation intensive, la montagne retrouve progressivement son caractère forestier avec de nouvelles plantations depuis les années 1960.

### Climat
Le climat de la montagne est caractérisé par des étés humides et des hivers froids. Le sommet et le versant ouest reçoivent 1 500 mm de précipitations annuelles et 4,6 m de hauteur cumulée de neige (le record est de 7,6 m). Les températures peuvent descendre jusque −40 °C. Des conditions hivernales peuvent survenir à tout moment d'octobre à mai. Les troupes fédérales ont même observé des chutes de neige le 13 août 1861.

## Activités

### Ascension
Le sommet de la montagne peut être abordé facilement en marchant mais il est fréquemment atteint par une voie ferrée, la Cass Scenic Railroad (en), qui transporte des voyageurs sur une vieille voie qui les amène à environ 400 m du sommet.